# Rosenblattichthys nemotoi
Rosenblattichthys nemotoi is een straalvinnige vissensoort uit de familie van parelogen (Scopelarchidae). De wetenschappelijke naam van de soort is voor het eerst geldig gepubliceerd in 1986 door Okiyama & Johnson.